# Historia de la vida cotidiana
La historia de la vida diaria, o la historia de la vida privada es un campo de estudio de surgimiento reciente cuya investigación procura centrarse en el modo de vida de los individuos, más allá de los grandes hechos, que habitualmente son los que se presentan en la historia convencional.

## Definición
La historia de la vida cotidiana estudia las manifestaciones tenidas como menos importantes por la Historia: "la cotidianidad, lo íntimo, la sensibilidad, la sociabilidad, los afectos; que indaga sobre las representaciones sociales del amor, la pareja, la niñez, la sexualidad, la familia, el honor o el gusto... La línea divisoria entre público y privado es muy difusa. Precisamente esta historiografía trata de demostrar cómo se definen ambas esferas en sociedades y épocas determinadas". Dependiendo del enfoque, puede tener dimensiones de historia general, historia nacional, historia regional o historia local. Dependiendo de la perspectiva,puede realizar comparaciones sincrónicas o diacrónicas.
La renovación de mediados del siglo XX, con la historia económico y social de la Escuela de los Annales, permitió una búsqueda de objetos de la historia con otras perspectiva, como la larga duración de Fernand Braudel. No es casualidad que sean dos autores próximos a esta escuela francesa, Philippe Ariès y Georges Duby, los que lanzaron el principal éxito editorial de la disciplina, en una verdadera enciclopedia que repasa toda las épocas de la Historia. Jérôme Carcopino, ya en 1939 había titulado una de sus obras como "La vida cotidiana en Roma en el apogeo del Imperio" (La vie quotidienne à Rome à l’apogée de l’Empire) Con el nombre de alemán de Alltagsgeschichte se encuadra a historiadores de esa nacionalidad, como Alf Lüdtke y 
Hans Medick
La metodología necesaria para este enfoque la hace dependiente de ciencias auxiliares de la historia, métodos cuantitativos (cliometría) o ciencias autónomas como la antropología. Puede considerarse cercana a la historia económica y social, pero también es muy próxima la disciplina de la microhistoria, o incluso el enfoque de la historia oral. Dependiendo del aspecto de la vida cotidiana en el que se centre, puede convertirse en una historia de la sexualidad (título de una famosa obra de Michel Foucault) o en una historia de las mujeres o de otros agentes sociales de los denominados sin voz (como las minorías o los marginados); o en una historia de la alimentación.
Esto se está introduciendo en los planes de estudio de las universidades.

## Escuela alemana
Uno de los pioneros de este nuevo enfoque ha sido la escuela alemana de la Alltagsgeschichte (literalmente "historia de la vida cotidiana") que ha plantado nuevas teorías y métodos de investigación para «calibrar, definir y sistematizar la amplia gama de actitudes que los diversos ciudadanos pudieron adoptar en distintos momentos y circunstancias [históricos]». Como ha señalado uno de sus principales representantes, Alf Lüdtke, se trataría de completar el viejo aforismo marxiano «los hombres hacen su propia historia, pero... en cicunstancias halladas, dadas y transmitidas» con un añadido fundamental: «¡Pero la hacen ellos mismos!». Este enfoque se completa con el concepto de eigensinn (literalmente 'obstinación') que alude, según el historiador español Ismael Saz, «a la capacidad del sujeto para reapropiarse de las condiciones de su dominación en función de su autoestima, racionalidad, e intereses».